# (345971) Marktorrence
(345971) Marktorrence est un astéroïde de la ceinture principale.

## Description
(345971) Marktorrence est un astéroïde de la ceinture principale. Il fut découvert le 14 octobre 2007 à l'observatoire Airglow dans les montagnes Laurel (à l'ouest de la Pennsylvanie) par David R. Skillman. Il présente une orbite caractérisée par un demi-grand axe de 2,77 UA, une excentricité de 0,07 et une inclinaison de 3,7° par rapport à l'écliptique.

## Compléments